# París-Roubaix 1967
La París-Roubaix 1967 fou la 65a edició de la París-Roubaix. La cursa es disputà el 9 d'abril de 1967 i fou guanyada pel neerlandès Jan Janssen, que s'imposà a l'esprint en l'arribada a Roubaix. El belga Rik van Looy i l'alemany Rudi Altig foren segon i tercer respectivament.

## Classificació final
|    | Ciclista             | Equip                                   | Temps      |
| -- | -------------------- | --------------------------------------- | ---------- |
| 1  | Jan Janssen          | Pelforth-Sauvage-Lejeune                | 7h 08' 31" |
| 2  | Rik van Looy         | Willem II-Gazelle                       | m. t.      |
| 3  | Rudi Altig           | Molteni                                 | m. t.      |
| 4  | Georges Vandenberghe | Romeo-Smiths                            | m. t.      |
| 5  | Edward Sels          | Flandria-De Clerck                      | m. t.      |
| 6  | Willy Planckaert     | Romeo-Smiths                            | m. t.      |
| 7  | Raymond Poulidor     | Mercier-BP-Hutchinson                   | m. t.      |
| 8  | Eddy Merckx          | Peugeot-BP-Michelin                     | m. t.      |
| 9  | Arthur de Cabooter   | Tibetan-Groene Leeuw-Pull Over Centrale | m. t.      |
| 10 | Gianni Motta         | Molteni                                 | m. t.      |